# Nos mitrailleuses n'ont pas tiré
Nos mitrailleuses n'ont pas tiré est un roman de Jean-Marie Aimot publié en 1941 aux éditions Fasquelle et ayant reçu le Prix des Deux Magots la même année.

## Résumé
Sous forme d'un journal rédigé au jour le jour, l'auteur (qui s'avèrera par la suite un collaborationniste notoire) tente de faire revivre l'incompréhension des combattants français devant l'inaction qui, de février à mai 1940, semble frapper l'armée française. La Blitzkrieg, c'est-à-dire la guerre de mouvement, a pour effet de localiser les assauts, laissant désœuvrés et inutiles les combattants tant soit peu éloignés du front…

## Éditions
- Nos mitrailleuses n'ont pas tiré, éditions Fasquelle, 1941.